# Gentofte Volley
Gentofte Volley – duński klub siatkarski z gminy Gentofte. Obecnie występuje w najwyższej klasie rozgrywkowej (Elitedivisionen).

## Rozgrywki krajowe

### Mistrzostwa Danii
| Sezon        | 1995/1996     | 1998/1999     | 2008/2009     | 2009/2010     |
| Rozgrywki    | Elitedivision | Elitedivision | Elitedivision | Elitedivision |
| Faza/miejsce | 1. miejsce    | 1. miejsce    | 3. miejsce    |               |

### Puchar Danii
| Sezon        | 1996/1997  | 1997/1998  | 2005/2006  | 2006/2007  | 2009/2010  |
| Faza/miejsce | 2. miejsce | 2. miejsce | 1. miejsce | 1. miejsce | 1. miejsce |

## Rozgrywki międzynarodowe
| Sezon        | 2006/2007           | 2007/2008        |
| Rozgrywki    | Puchar Top Teams    | Puchar Challenge |
| Faza/miejsce | faza kwalifikacyjna | I runda          |

## Kadra w sezonie 2009/2010
trener:  Peter Borglund

II trener:  Lars Berg
| Numer | Imię i nazwisko     | Narodowość | Data urodzenia | Wzrost (w cm) | W klubie od | Pozycja      |
| ----- | ------------------- | ---------- | -------------- | ------------- | ----------- | ------------ |
| 1     | Martin Olesen       | Dania      | 24.03.1987     | 193           | 2002        | przyjmujący  |
| 3     | Ibrahim Alievski    | Dania      | 13.08.1988     | 178           | 2003        | libero       |
| 4     | Christian Pedersen  | Dania      | 1986           | 200           | 2009        | atakujący    |
| 7     | Martin Stenderup    | Dania      | 1985           | 194           | 2009        | rozgrywający |
| 8     | Jonas Napier        | Dania      | 18.02.1978     | 193           | 2006        | przyjmujący  |
| 9     | Enno Hoffmann-Dose  | Dania      | 12.01.1985     | 195           | 1998        | przyjmujący  |
| 10    | Martin Bülow        | Dania      | 1984           | 200           | 2007        | atakujący    |
| 11    | Sebastian Mikelsons | Dania      | 1988           | 190           | 1996        | rozgrywający |
| 12    | Mikkel Simonsen     | Dania      | 1977           | 197           | 2008        | środkowy     |
| 18    | Rune Rye Huss       | Dania      | 18.05.1989     | 192           | 2007        | środkowy     |